# 足立出入口
足立出入口（あだちでいりぐち）は、福岡県北九州市小倉北区にある北九州高速道路4号線の出入口。上り線と下り線で料金所の場所が異なる。

## 道路
- 北九州高速4号線(405、406)

## 接続道路
- 国道3号

## 料金所
ブース数：3

### 足立南料金所（馬場山方面）
- ブース数：2
  - ETC専用：1
  - 一般：1

### 足立北料金所（門司方面）
- ブース数：1
  - ETC/一般：1

## 周辺
- 北九州市立足立小学校
- 北九州市立足立中学校
- 北九州市民球場
- 北九州メディアドーム（小倉競輪場）
- 北九州中央郵便局
- 国道3号
- ハローワーク小倉

## 隣
北九州高速4号線
富野PA - (404)富野出入口 - (405,406)足立出入口 - (407)紫川出入口